# دلوین اندینگا
دلوین اندینگا (انگلیسی: Delvin N'Dinga؛ زادهٔ ۱۴ مارس ۱۹۸۸) بازیکن فوتبال اهل جمهوری کنگو است.
از باشگاه‌هایی که در آن بازی کرده‌است می‌توان به باشگاه فوتبال لوکوموتیو مسکو، باشگاه فوتبال آاس موناکو، باشگاه فوتبال اوسر، باشگاه فوتبال سیواس‌اسپور، و باشگاه فوتبال المپیاکوس اشاره کرد.
وی همچنین در تیم‌های ملی فوتبال زیر ۲۱ سال کنگو و کنگو بازی کرده‌است.